# 麻省理工学院
麻省理工學院（英語：Massachusetts Institute of Technology，縮寫為）是位於美國麻薩諸塞州劍橋市的私立研究型大學，成立於1861年。主校区沿查尔斯河而建，當時目的是為了響應美國與日俱增的工業化需求。学校採用了歐洲理工大學的模式辦學，早期著力於應用科學與工程學的實驗教學。學校的研究人員在第二次世界大战及冷戰期間，致力於開發電腦、雷達及慣性導航系統技術；戰後的防禦性科技研究使學校得以進一步發展，教職員人數及校園面積在詹姆士·賴恩基利安的帶領下有所上升。大學於1916年遷往現在位於查爾斯河北岸的校址，沿岸伸延逾1英里（1.6），佔地168英畝（68公頃）。
麻省理工学院擁有6間學術學院、32個學系部門，常獲納入全球最佳學府之列。學校一直聞名於物理科學與工程學的教研，但在近代亦大力發展諸如生命科學、經濟學、管理學、語言學等其他學術範疇。別名「工程師」的麻省理工體育校隊合計31支，涵蓋不同項目，學生因此可參與不同類型的跨校體育聯賽。
麻省理工學院在2021年QS世界大學排名中位列全球第一。截至2020年10月，麻省理工学院的校友、教授及研究人員涵蓋97位諾貝爾獎得主、8名菲爾茲獎獲獎者、26位图灵奖得主，以及52位國家科學獎章獲獎者、45位羅德學者、38名麥克阿瑟獎得主。該校同時具很強的創業文化，由其校友所創辦的公司利潤總值相當於全球第十一大經濟體（截至2014年）。

## 校史

### 創校使命
1859年，一份有關在新填海土地後灣區興建一所文理學院的建議書遭議會否決。
威廉·巴頓·羅傑斯隨後草議成立麻省理工學院法團校董會，有關文件在1861年4月10日獲得州長的簽名批核。這位維吉尼亞大學的教授希望建立一所專科學府，以配合國內一日千里的科技發展。純專業學院不是他想要的類型，他認為博雅教育為不可或缺的元素之一。他在草議中寫道：「以我之見，理工學校唯一且真正的價值在於教學。這不是指那些可在工作坊中學到的瑣碎細節或文藝批判，而是那些對自然萬物提供合理解釋的基礎科學原則。」
羅傑斯採納了德國研究型大學的辦學模式，提倡教研並重。教職員除了進行研究外，他們還會向學生提供講堂及實驗室教學。

### 早期發展

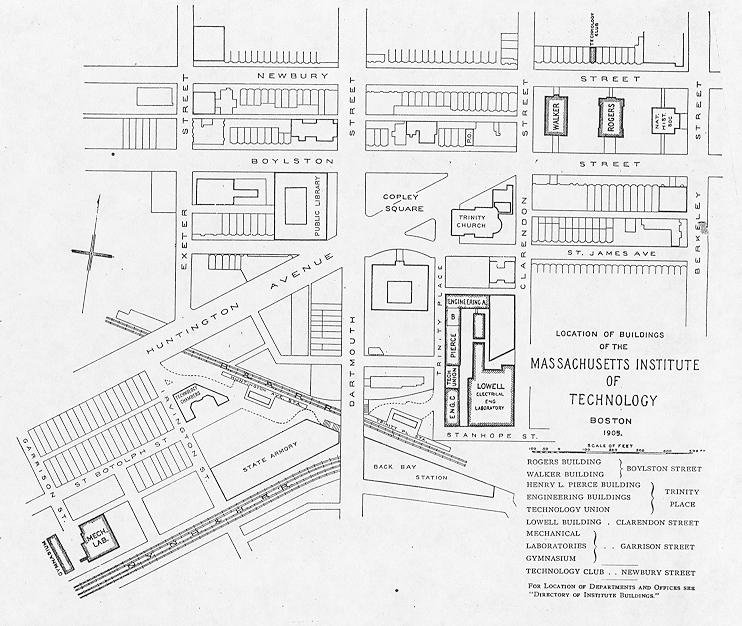
繪於1905年的一幅麻省理工波士頓校園的地圖

就在有關草議獲批兩天後，美國內戰的第一場戰役就展開了。為時數年的戰爭使學校的教研工作延誤。1865年，麻省理工正式在位於波士頓的校園內開班。這所新院校的使命乎合《土地撥贈法案》的要求，故獲贈地作進一步發展。1866年，由土地銷售帶來的利益使學校得以在後灣區發展。
「波士頓理工」為麻省理工學院的非正式別稱。大學採用歐洲理工大學的模式辦學，早期比較重視實驗教學。雖一直受到財政問題困擾，但在弗朗西·斯亞瑪撒·沃克的帶領下，學校還是在19世紀最後的20年裡不斷成長，繼而開辦電子、化學、海洋及潔淨工程學，並興建了新的教學大樓，亦吸納了更多學生。
大學課程漸趨職業導向，教學內容少了一些理論科學。可是，這所年輕的學府仍面臨財政危機，並受到管理層的關注。在這「波士頓理工」的歲月裡，學校的前教職員、時任哈佛大學校長的查爾斯·艾略特曾六度建議將麻省理工併入當時哈佛學院的工程与应用科学学院。位於狹窄的後灣區的麻省理工學院無法負擔進一步的校園擴展費用，而學生的人數卻不斷上升，使之日趨擁擠。學校急需基金或捐款以維持正常運作。最終，校方在師生、校友的強烈反對下接受了與哈佛合併的邀請，惟1917年麻薩諸塞州最高法院以反大學壟斷的理由禁止了此舉，結束了這場「合併風波」。
1916年，麻省理工學院遷移至查爾斯河劍橋市的岸邊，沿岸伸延逾1英里（1.6），此為填海土地。這充滿新古典主義建築風格的「新理工」校園，由建築師威廉·W·博斯沃思設計，受惠於一位匿名「好心人」的捐助，這位先生自1912年起便一直向校方提供資金。1920年1月，這位「好心人」的身份曝光——是來自紐約州羅徹斯特市的工業家喬治·伊士曼。他發明了新的電影製作及編輯方法，並成立了伊士曼柯達公司。1912至1920年期間，伊士曼向麻省理工學院提供了兩千萬美金（現值兩億三千多萬）的現鈔及柯達的股票。

### 課程重整
上世紀三十年代，校長卡爾·泰勒·康普頓及副校長（職位等同教務長）萬尼瓦爾·布殊重新提倡純科學（如物理學、化學）的重要性，並減少了職業訓練成分。與常春藤盟校不同，麻省理工的學生主要來自中產階層，學校的經費多來自學費而非捐款回贈。大學最終於1934年獲選入美國學院與大學協會。
根據1949年的路易斯委員會報告，麻省理工學院「仍被廣泛認為是一所職業導向學校」，這亦是委員會希望改善的「不太合理之現象」。有關委員會全面地研究了學校的本科課程，建議校方提升多元性，並避免讓工程學或政府津貼的研究項目過於遠離文理學。人文藝術與社會科學院及斯隆管理學院均於1950年成立，與發展完善的理學院及工程學院互相競爭。本被邊緣化的經濟、管理、政治、語言學系開始力爭上游，並吸引了在學界廣受尊重的教授前來授課，更開辦了研究生課程。霍華·韋斯利·約翰遜（1966年）及杰羅姆·威斯納（1980年）任職校長期間，學校進一步強調人文的重要性，人文藝術與社會科學院得以繼續發展。

### 軍事研究
麻省理工學院的軍事科研活動隨著二戰的爆發而漸趨頻密。1941年，萬尼瓦爾·布殊獲委任為科研發展部長，負責分配資金給包括麻省理工在內的少數獲選定的大學。大戰期間，全國的科學家與工程學家聚集在1940年成立的麻省理工放射實驗室，協助英國軍方發展多腔磁控管雷達技術，對整個戰爭影響甚大，亦塑造了戰後的研究方向。於查爾斯·斯塔克·德雷珀儀表實驗室（也被稱為麻省理工儀表實驗室 MIT Instrumentation Laboratory）內進行的陀螺儀、照準器、投彈瞄準器及慣性導航系統的監控機制研究項目，旋風計算機中的模擬飛行電腦系統，由哈羅德·金頓指導的高速攝影、間諜氣球開發等，均為其他主要的軍事研究項目。大戰過後，麻省理工成為了全美最大型的戰時研發商（因而惹來了一些批評），僅是放射實驗室就聘請了四千名工作人員。截至1946年，全校剩餘了約一億（現值十二億）美元的資助金。可是，軍事研究並沒有因二戰的終結而結束。賢者系統、彈道導彈、阿波羅計劃等均為麻省理工戰後的政府資助研究項目。
這些科研都深深影響著大學的發展。一份1949年的報告指校方「沒有因戰爭的結束而放慢校內的工作步伐」，並憶述了學校在戰前的那段「平靜的歲月」，但報告也承認大學對軍事發展的貢獻，並贊同校內師生人數、設施及研究課程確因發展軍事項目而得以提升。在卡爾·泰勒·康普頓（1930-1948年校長）、詹姆斯·賴恩·基利安（1948-1957年校長）及朱利葉·斯·力通（1952-1957年校監）的帶領下，麻省理工的教職員及研究生人數分別上升了兩倍及五倍。他們的校園擴建策略為大學進一步的成長寫下了藍圖。
到了上世紀六十至七十年代初，國內反戰者抗議美方參與越戰及麻省理工繼續進行軍事研究。1969年3月4日，在一次師生會談後，校方決定成立科學家關注聯盟，旨在研究如何將學校的發展重點，從軍事轉移至環境及社會問題範疇。最終，麻省理工退出麻省理工儀表實驗室（MIT Instrumentation Laboratory），並將所有的研究項目轉交給位於校外的林肯實驗室。在這期間，校內並沒有出現大的騷動，全校師生基本團結一致，而約翰遜亦因領導有方而獲得讚賞。

### 近年要事

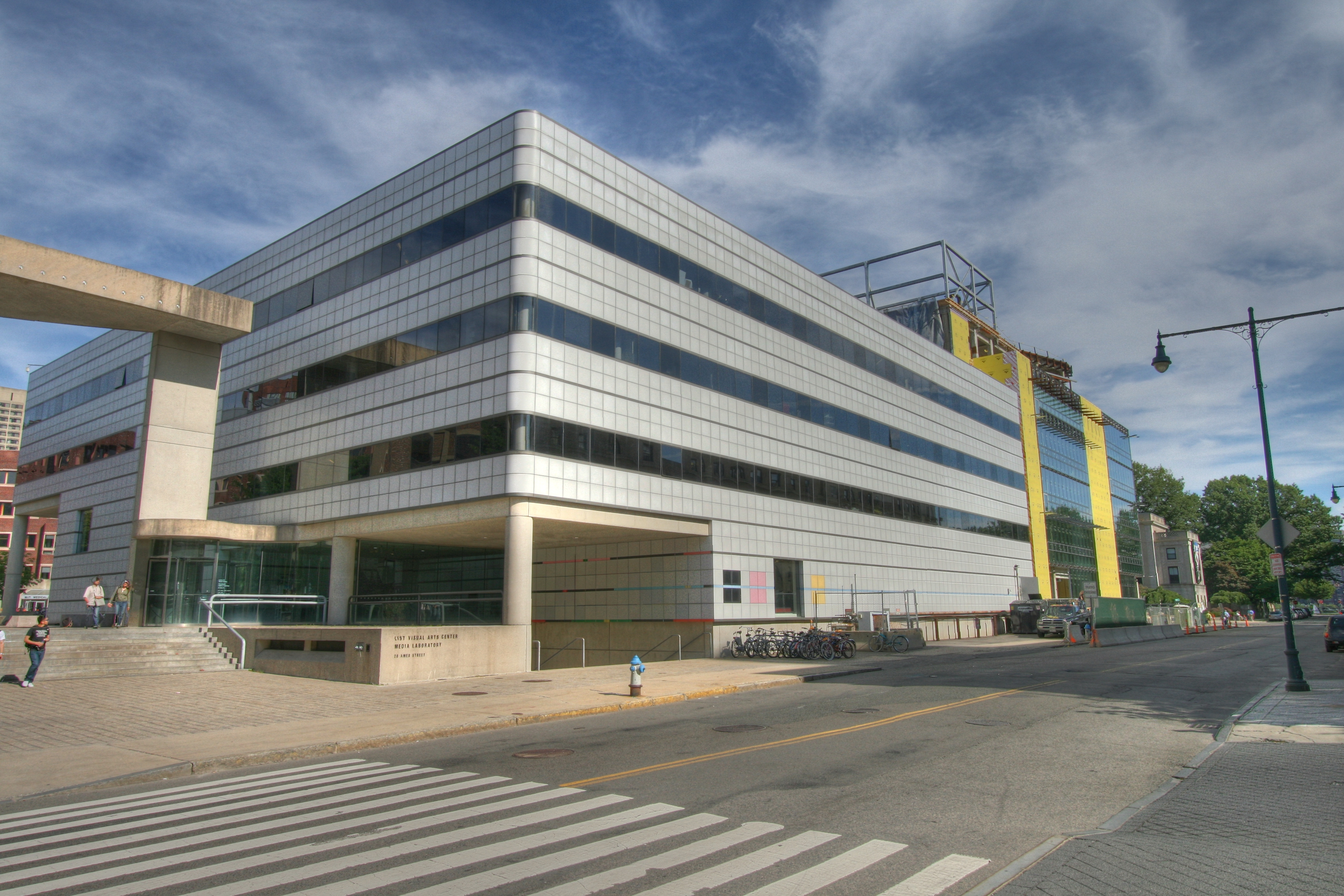
麻省理工媒體實驗室內的工作人員致力發掘電腦科技的新用途。圖中的大樓建於1982年，由貝聿銘設計；右邊延伸的部分則由槙文彥設計，並於2010年正式啟用

源於麻省理工的GNU計劃及自由軟件運動

麻省理工學院亦與數碼年代的發展息息相關。除了現代電腦及網絡的先驅，大學的與人工智能實驗室及鐵路技術部還研發了一些早期的電子遊戲（例如「太空之戰」），並創造了現代黑客的行話文件。除此，不少電腦技術機構均起源於麻省理工學院，這包括了八十年代由建立的「GNU計劃」及後來的自由軟件基金會，1985年由尼古拉斯·尼葛洛龐帝與杰羅姆·威斯納創辦的媒體實驗室，1994年由提姆·柏內茲-李建立的標準組織萬維網聯盟，2002年開設的開放課程軟件，2005年創立的「一童一電腦」計劃等。
大學分別在1976及1989年獲賦予「海洋資助大學」與「太空資助大學」的銜頭，獲給予支援進行海洋科學及航空與航天的研究工作。雖然政府的資助在過去的四分之一個世紀裡有所減少，但校方發動了幾次籌款活動，效果不俗。學校增添了西部校園新宿舍與體育設施，東北角的生物學、腦與認知科學、遺傳學、生物技術及癌症研究中心，瓦薩街的史塔特科技中心等「外景」建築，及唐氏管理學教育中心。千禧後，媒體實驗室、斯隆學院東部校園及西北研究生宿舍均獲得擴建。2006年，校長霍克菲爾德成立了麻省理工能源研究協會。此乃跨學科機構，旨在探索由能源消耗所帶來的挑戰及解決辦法。
2001年，受到支持開放資源運動的啟發，麻省理工創立了開放式課程網頁，作為放置免費公開課堂筆記、問題集、課程大綱、測考試題及網上講堂的平台（惟不設任何課程認證）。雖然經費龐大，但有關計劃的規模不跌反升，不少其他大學自2005年起紛紛加入。發展至今，已有逾250所教育機構為此計劃的成員，有關物資共有六種語言版本。2011年，麻省理工宣佈給予完成名為「MITx」網上課程的用戶相關證書（但非為學分或學位性質），有意者需繳付學費，價錢適中。支援「MITx」的「edX」平台由麻省理工與哈佛大學一同研發（哈佛亦有自己的「Harvardx」系統）。已有不少其他大學通過「edX」上載自己的開放資源。
2013年4月，波士頓馬拉松爆炸案事發三天後，麻省理工警衛肖恩·科利爾被疑犯開槍射死。大規模的搜捕行動因而展開，校園及波士頓市中心被封鎖了一天。共有逾一萬人參與了一週後的科利爾悼念活動，出席者包括了上千名來自新英格蘭及加拿大地區的警員。2013年11月25日，麻省理工宣佈開設年度的科利爾獎章，用以表揚「那些能體現科利爾警員的素養與精神的人」，獎項「不受職業所限」，「促進社區溝通並具一貫、無私的博愛精神」為獲獎的準則。

## 校園環境

### 格局概覽

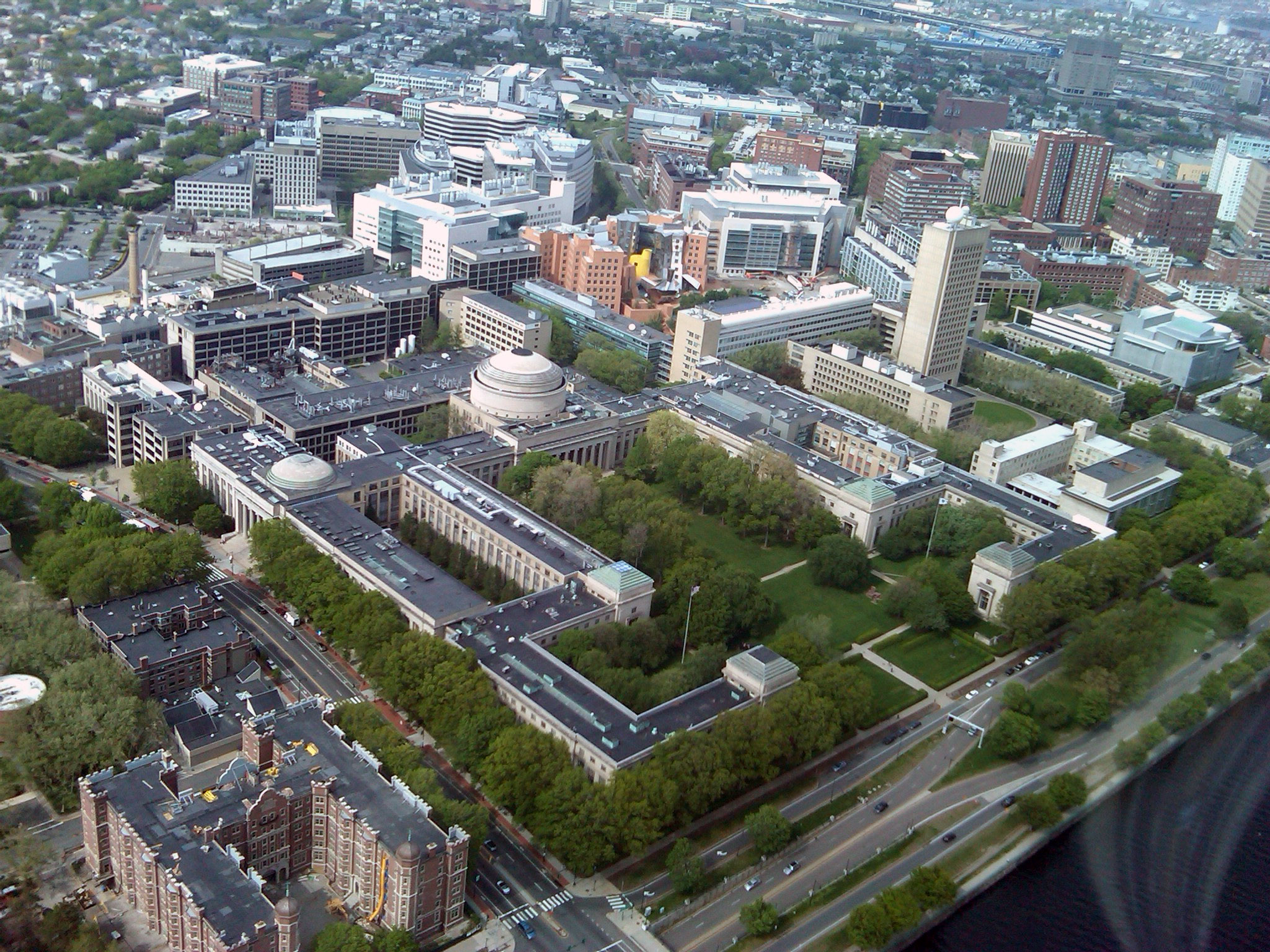
由麻省大道 (波士頓市區)及查爾斯河空中俯瞰中央與東部校園。照片中央為面向基利安閣的大圓頂，背後為肯德爾廣場

麻省理工學院佔地168-英畝（68.0-公頃）的校園坐落於查爾斯河以北一英里的劍橋市，由大道分為東西兩區。不少的學生宿舍及活動設施位於西面，而多數的學術大樓則在東面。沿著大道而起的七號大樓被認為是無盡長廊及整所學府的入口。哈佛大橋是最為靠近的橋樑，此橋以斯穆特（非正規單位）劃結，是麻省理工學生的惡作劇之一。麻薩諸塞灣紅線鐵路肯德爾/麻省理工站位於肯德爾廣場校園的東北邊界。麻省理工校園周圍高科技公司林立，它們有的為現代化辦公大樓，也有的為重建的工業大廈。除此，也能找到具不同樓價的住宅社區。
每一棟大樓都有一個編號（前面或有「W」、「N」、「E」或「NW」四個用以標示方位的英文字母），亦有自己的名稱。一般而言，人們多以編號稱呼學術或辦公大樓，名稱稱呼學生宿舍。編號大致是按照每座大樓面世的先後次序，以及它們與中央校園麥克勞林建築群的距離分配。除了地面走道，地下也有不少連接各個大樓的隧道，方便人們躲開惡劣天氣。
麻省理工學院的校園核能研究反應堆為全美最强大的大學核反應堆之一。不過，此設施因非常接近民居而惹來了一些爭議。校方一再強調，有關設施的保安系統非常完善，不會有安全問題。1999年，比爾·蓋茨向麻省理工捐助了兩千萬美金建造名為「威廉·H·蓋茨大樓」的電腦實驗室，此建築物由設計。雖然微軟公司亦曾向校方提供捐款，但這是比爾·蓋茨首次以私人名譽提供資金。其他著名校園建築包括了加壓風洞及船模水池，用以測試海上船隻或設備模型。
麻省理工的無線網絡覆蓋全校園（面積達9,400,000平方英尺（870,000平方））。此系統於2005年面世，共有近三千個連接點。
2001年，美國國家環境保護局就麻省理工的危險廢物處置方法提出訴訟，指校方違反了《水淨化法例》及《空氣淨化法例》。學校最終被罰款15.5萬美金，後制定了三項環境改善方針。除了發動校園擴建籌款活動，校方還籌備了資金重新設計各個大樓，以提高它們的能源效益。替代燃料校車、公共交通資助、熱電廠建設（提供校園電力及熱能）等均為學校為減少環境破壞而推出的額外措施。
麻省理工警衛部、地區及州警察局於2009-2011年期間，共接獲的校園罪案包括：12宗性罪案、6宗搶劫案、3宗襲擊案、164宗盗窃案、1宗縱火案、4宗電單車盜竊案，共牽涉22,000位學生及學校職員。

### 建築風格

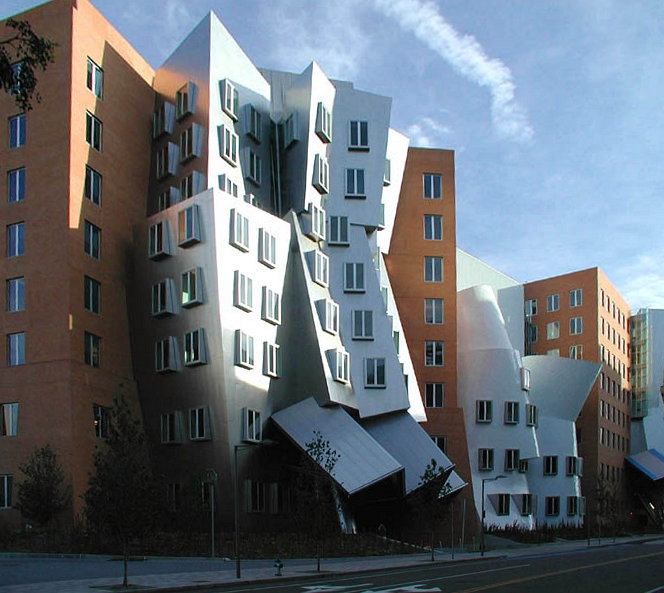
設計獨特的史塔特科技中心為麻省理工電腦科學與人工智能實驗室、資訊與決策系統實驗室及語言與哲學系的所在地

麻省理工建築與規劃學院是全美第一所建築學院，一直以來設計了不少風格前衛的建築物。第一批建於劍橋校園的大樓常被稱之為「麥克勞林建築群」，因它們是在校長理查德·科伯恩·麥克勞林的監督下完工。這些由建築學大師威廉·W·博斯沃思設計的大樓，是全美第一批以鋼筋混凝土建成的非工業建築物。博斯沃思的設計靈感來自二十世紀初的城市美化運動，並參照了萬神廟的風格建造內含巴克工程學圖書館的大圓頂。大圓頂面向每年畢業典禮的舉辦地點——基利安閣。周邊的石灰石大樓刻有一些重要的科學家與哲學家之名。
阿爾瓦爾·阿爾托所設計的巴克舍（1947年）、埃羅·沙里寧的麻省理工教堂與克雷斯吉禮堂（1955年）、貝聿銘的格林大樓、德雷福斯、朗多、威斯納大樓均獲譽為是二戰後現代化建築風格的標杆。另一些諸如的史塔特科技中心（2004年）、史蒂芬·霍爾的西蒙斯舍堂（2002年）、查爾斯·科雷亞的四十六號大樓（2005年）、槙文彥的媒體實驗室等更為現代化的建築物，與波士頓區內的大片古典式建築大有不同。它們常獲稱之為「星級建築」；不過，2010年的《普林斯頓評論》卻將之列入二十所「校園擁擠、不堪入目或兩者皆是」的名單之中。

## 行政架構
根據憲章，麻省理工學院為非牟利機構，由名為「麻省理工校董委員會」的私立董事會所管理。該委員會現設43席，每屆任期為五年。其中，有25位為終身委員（在75歲前均有投票權），3位直選委員（校長、財務秘書及行政秘書），4位當然委員（校友協會主席、州長、麻薩諸塞教育部長、最高法院大法官）。校董會負責批核學校的預算案與新課程草議，頒授學位，委任新入職教師與工作人員，及選出作最終行政決策的校長。麻省理工投資管理機構負責管理大學收到的捐款回贈及其他財務事宜。校方於2013-14年度共有逾124億美金的捐款，位列全美高校第六。
麻省理工共設六所學術學院：理學院、工程學院、建築學院、管理學院、人文藝術與社會科學院、醫療科技學院。雖然教職員委員會對學校的教研、學生活動安排、行政事務等多方面具實質控制權，但那32位學系主任只向有關學院的院長負責，而院長則向對校長負責的教務長報告。

## 學術泛論

### 收生概況
麻省理工學院為全美入學門欄最高、競爭最大的學府之一，具低轉入率。校方共收到18,356個本科、19,446個研究生2014-15學年的入學申請，分別僅錄取了1,447（7.9%）及2,991（15.4%）名申請者，最終分別有1,043（72.1%）及1,880（62.8%）位獲青睞的學生選擇入讀此校。本科生SAT成績四分差為2090–2340（滿分2400）。除了考試成績，校方亦重視課外活動、學校推薦信、面試表現等其他因素。

### 教學概論
麻省理工學院為一所大型、具高住宿率的研究型大學，以研究或專業學科生居多。大學自1929年起就一直獲得新英格蘭學校與學院協會的教育認可。麻省理工實行「4-1-4」學制：秋季學期始於每年的勞動節翌日，結束於十二月中旬，其後會有一個月的「自由活動」時間，二月初至五月底則為春季學期。
麻省理工的四年學士學位合計44種，由五所學院提供，專業及文理類別約各佔一半，2015年學費為46,704美金。截至2013-14年度，提供19類學士學位課程的工程學院最受歡迎，錄取了過半的學生，餘下的依次為：理學院、人文藝術與社會科學院、斯隆管理學院及建築學院。電子工程與電腦科學為學生人數最多的課程。
所有大學生均需完成17個學院必修課程，它們被分為四大類：基礎科學、人際關係、文藝社科、體育運動。新生之年的課程多半都是這些必修課程，它們亦為進入不同學系的條件之一，而無論學生升讀大二後的主修為何，都必須完成剩餘的必修課程。基礎科學包括了微積分（數學）、物理學、化學及生物學，前兩者為時兩個學期，其餘的僅佔一個學期。文藝社科必修課程修讀時間不得少於八學期。「人際關係」部分則要求學生分別在文藝社科及自己的主修課程中，選讀至少有兩個「以溝通為重」的課程。最後，所有學生還需接受游泳訓練，而非校隊成員亦須修畢為時一年的體育班。
一個課程通常包括了講堂、輔導課、每週功課及測試。雖然不少學生認為應付繁重的學業「猶如飲用消防栓噴出的水」，但麻省理工的大學生轉校率與全美其他研究型大學相若，並沒有特別高。每個秋季學期的課程不會對學生作出等級評核，而僅報告「通過與否」，這減少了學生的一些壓力。若學生未能通過，則其學期成績報告不會出現有關課程的名字。不過，春季學期的課堂則會對學生作出「A、B、C 等」的評級，未能通過者同樣不獲記錄在案。
1969年，瑪格麗特在麻省理工學院創立了大學生研究計劃，提供網站作平台，方便他們能直接與教職員或研究員接觸。多數的大學生均參與其中，以爭取學分或增廣見聞。不少學生均表示此計劃有助他們發表論文、申請專利或創業。
1970年，當時的學院關係部長本森河·斯奈德發表了《隱藏的課程設置》一書，批評麻省理工的教育使學生傾向於跟從一些不成文規定。那些懂得在教學系統中取巧而非具扎實根基的學生，反而能獲取較高的畢業成績。例如，一些學生團體中的高年級生會編制「課程秘笈」，記錄不同課程的每週功課及測試的答案，供師弟、師妹「參考」。在斯奈德眼中，這些小動作阻礙了個人的創意及知識發展。
麻省理工學院的博士與碩士學位全面地涵蓋數理工、社會科學、人文等學術領域，也有一些為跨學科學位。研究生課程並非大類收生，申請者需直接與個別學系聯絡，而六所學院的收生標準、申請方法、錄取率等也各有不同。校方向部分獲錄取的博士生提供獎學金（逾三成）、教學助理（一成）及研究助理（近五成）的職位。不少研究生課程同時開放給合資格的大學生報讀。

### 研究概況

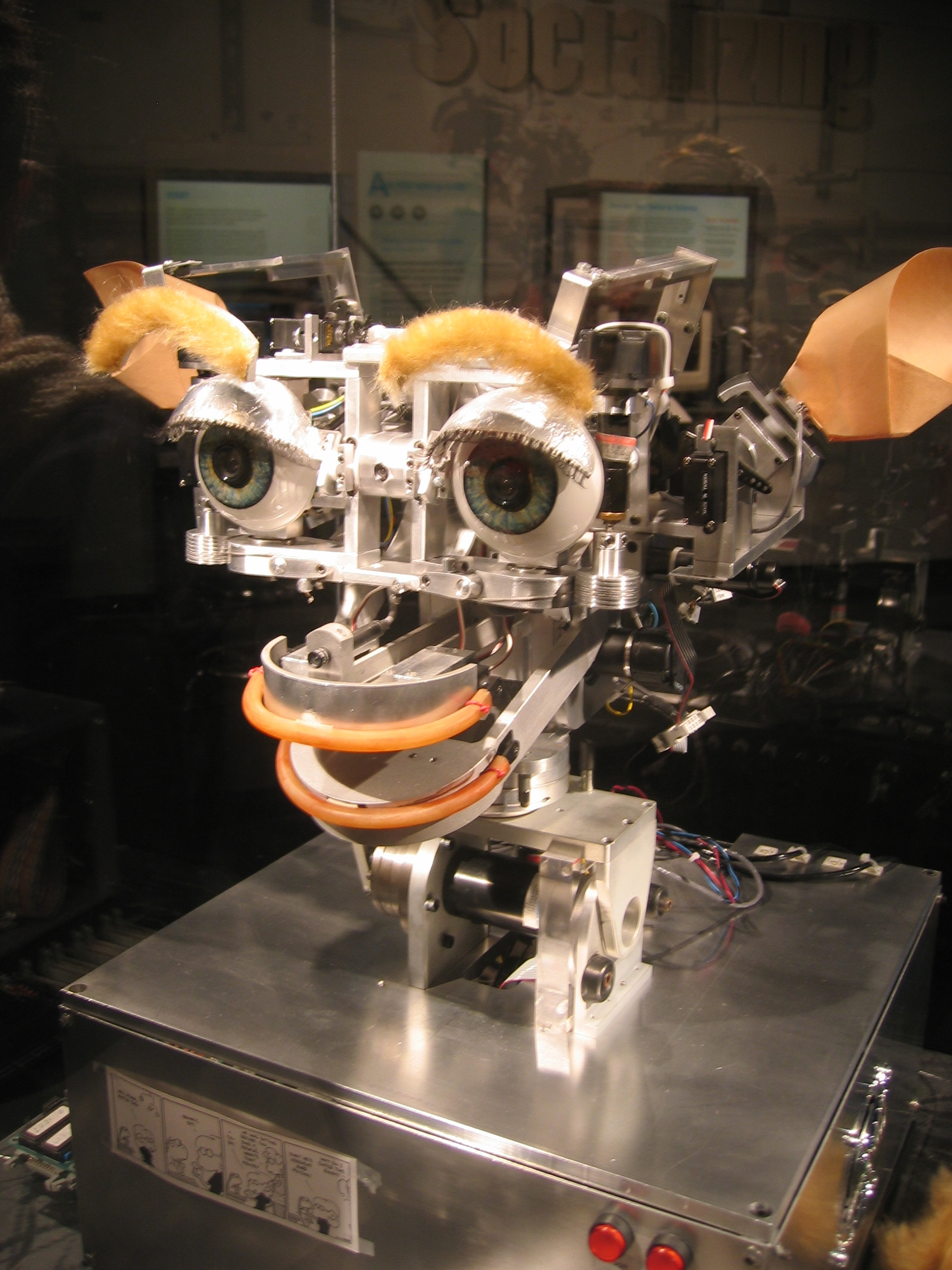
於上世紀九十年代由麻省理工辛西婭博士研發的「天命機器人」，可表達情緒

麻省理工學院於1934年加入美國大學協會，校內的研究活動頻繁，2014年的研究開支合共六億七千多萬美金。其中，聯邦政府（衛生與公共服務部、國防部、能源部、國家科學基金會）向校方提供的資助金額最高。除了教職員，校方還額外聘請了約1,300名研究人員。這些工作人員在2011年公佈了632項發明創造，獲頒發153個專利，並分別賺得八千五百多萬及六千九百多萬美金的現金與特許權使用費收入。
在電子科技方面，麻省理工研究人員發明或大幅發展了磁芯記憶體、雷達、庫侖阻力與慣性導航系統。其中，哈羅德·金頓為發展高速攝影及聲納技術的先驅。為現代信息論的發展貢獻良多，亦開拓了及邏輯代數的應用。
科學方面，麻省理工教職員及研究人員諾伯特·維納、馬文·閔斯基、約瑟夫·維森鮑姆、帕特里克·溫斯頓、羅德尼·布魯克斯、羅納德·李維斯特，分別對控制論、人工智能、計算機語言、機器學習、機器人技術、加密技術的發展奠下了基礎。共有九位圖靈獎及七位查爾斯·斯塔克·德雷珀獎得主曾經或現在於麻省理工學院學習或工作。
除了應用科學，麻省理工的自然科學研究亦為蓬勃，共有近六十位諾貝爾物理學、化學、生理學或醫學獎、三位沃爾夫獎得主與此校有所聯繫。次原子粒子與量子物理學、新化學合成法、免疫學、腫瘤學、分子生物學為獲獎者所研究的領域。 麻省理工亦首次發現正子電子偶、合成型盤尼西林、肌萎縮性脊髓側索硬化症、亨丁頓舞蹈症。學校的埃里克·蘭德教授為人類基因組計劃的主力研究人員之一。傑羅姆·萊特文教授亦改寫了認知科學的發展史。
除了十多位諾貝爾經濟學獎得主之外，九位約翰·貝茨·克拉克獎亦為麻省理工的師生、校友。莫里斯·哈勒及合創了生成文法與音位學文本。麻省理工的媒體實驗室亦作出了包括建構主義在內的多個非傳統人文藝術或社會科學研究。
不過，學校也曾出現科學不端行為的醜聞。諾貝爾獎得主戴維·巴爾的摩於1986年接受不端行為調查，更在1991年接受國會聆訊。西奧多教授自2000年以來，曾多次批評麻省理工行政部門撇清林肯實驗室一次導彈防禦測試的潛在不端行為。陸帆·巴瑞斯副教授於2005年因科學行為不端而被停職，美國研究操守調查部亦於2009年判其有罪。

### 學術聯盟
麻省理工學院一直以來都和學界、工業界、政府等機構組成學術研究聯盟。1946年，康普頓校長、喬治·多里奧特（哈佛商學院教授）及美林·格里斯德（麻薩諸塞州投資信託基金會主席）共同創立了全美第一間風險投資公司——美國研究與發展集團。兩年後，康普頓又成立了麻省理工工業聯絡計劃。1991年，麻省理工華盛頓辦公室面世，作為學校遊說政府給予更多的研究基金及協助制定科學政策的平台。麻省理工學院與鄰近的哈佛大學一直存有合作及良性競爭關係。它們成立了哈佛-麻省理工醫療科技學院及博德研究中心，兩校的學生亦可以報讀對方的課程而無需繳付額外的學費，此外两校也不乏合办项目，如與哈佛醫學院合辦的醫學士哲學博士雙學位學位。麻省理工跨校課程夥伴還有、波士頓大學、塔夫茨大學、麻省藝術與設計學院、波士頓美術博物館學院。2002年，校方與劍橋大學成立了劍橋-麻省理工研究中心，兩校也舉辦了本科生交流計劃。此校與不少波士頓的獨立研究機構關係密不可分：查爾斯·斯塔克德雷珀實驗室、白石研究中心、伍茲霍爾海洋研究中心等，雙方有密切的交流。麻省理工國際科技倡議計劃負責處理與其他國家之院校的教研合作。
《麻省理工科技評論》為針對大眾市場的雜誌，由麻省理工學院透過一子公司出版，同時也是該校的校友雜誌。除此，麻省理工出版社也是世上主要的大學出版社之一，主力出版有關科技的書刊。
不過，麻省理工學院及其學術聯盟亦曾受到一些批評。上世紀八九十年代，不少美國政治家及企業領袖批評包括麻省理工在內的多所美國大學，指它們將由納稅人資助的研究與技術開發項目轉移至跨國企業（尤其是面向日本的公司），這在一定程度上導致了美國二十世紀九十年代初的經濟衰退。1989年，司法部對麻省理工、八間常春藤盟校及另外11所大學展開調查，並於1991年提出起訴，指有關院校涉嫌在年度交流大會上，有意進行價格操縱（該會旨在避免院校間的學生資助或獎學金競價戰）。常春藤盟校答應庭外和解，但麻省理工卻否認這觸犯了反競爭法。校方認為大會只是為了確保資助金能顧及更多有需要的學生。司法部最終於1994年撤銷了控訴。

### 校內館藏
麻省理工學院圖書館系統由多所涵蓋不同學科的圖書館組成，主要包括了巴克（工程）、杜威（經濟）、海登（文理）、路易斯（音樂）及羅奇（藝術建築）圖書館。館藏囊括二百九十萬冊印刷本、二百四十萬份縮微本、四萬九千個印刷或電子文獻、六百七十個參考數據庫。過去十年裡，館方較為著重電子書籍的重要性。館內重要收藏包括路易斯音樂圖書館內的二十及二十一世紀音樂檔，利斯視覺藝術中心內的當代藝術展品，以及康普頓畫廊的跨學科展覽品。校方會定期撥出款項，以建立或翻新其戶外或可供公眾參觀的雕塑作品。
麻省理工博物館成立於1971年，主要收藏與學校歷史文化有關的文藝、紀念品。校方積極參與公眾藝術推廣活動，包括每年一次的劍橋科學節。

### 大學排名
麻省理工學院在多個排行榜上均名列前茅，並以理工見長。此校的工程學院在1995年國家科研會報告中位列榜首。除了工程，科學、數學、自然科學、商業學、語言學也是學校的強項。1999至2009年期間，麻省理工（根據路透社的調查）的全球論文引用率為第十七。《泰晤士高等教育》增刊的《全球大學就業排名》（2014年）顯示，麻省理工畢業生的就業率位列全球第六、全美第四；《紐約時報》2011年的調查則指，此校畢業生的平均工資金額排名全球第七、全美第六。

## 學校生活

### 學生群體
|              | 大學生（名） | 研究生（名） |
| ------------ | ------------ | ------------ |
| 美國白人     | 1,519        | 2,143        |
| 亞裔美國人   | 1,196        | 776          |
| 拉丁裔美國人 | 645          | 378          |
| 非裔美國人   | 283          | 101          |
| 美洲原住民   | 6            | 7            |
| 國際生       | 521          | 2892         |
| 其他         | 377          | 622          |
| 總數         | 4547         | 6297         |

2014-15年度，麻省理工學院共有11,319名學生，以研究生居多，男女比例相若。於1870年入學的艾倫·愛華露·理查茲為此校的第一名女性學生，亦是第一位女性教職員（她留校任教環境化學）。學校女學生的比例自1993年有顯著的上升，從原本的三成多些，但現在近一半。校方所錄取的國際生來自115個海外地區。
上世紀末至本世紀初，一連串的學生死亡事件使麻省理工受到各大媒體的注意，該校的學生文化尤其成為焦點。1997年，一年級生斯科特·克魯格在其中一個兄弟會的會所內酒精中毒身亡，學校自此便要求所有新生入住校內宿舍。2000年，學生伊麗莎白·申自殺，引起社會爭議。有指此校自殺率偏高，校方未有照顧到學生的精神健康。2001年底，學校推出一系列的學生精神健康服務，包括了增加教職員人數及精神醫療中心的服務時間，效果不俗。

### 傳統文化
麻省理工學院的師生信奉唯才主義，並非常重視技術能力。校方從沒有頒授榮譽學位、體育獎學金、拉丁文學位榮譽或禮儀學位，除了溫斯頓·丘吉爾（1949年）及薩爾曼·魯西迪（1993年）曾獲得榮譽教授的職銜。
不少高年級生均配戴又大又重的畢業紀念戒指。此戒指始創於1929年，官方名稱為「標準科技戒」。本科與研究生都有自己的版本，每年的式樣並不相同，但均為三片式設計：一面顯示麻省理工印章，另外兩面則分別刻有畢業年份及河狸的模樣。除此，戒指時常被學生印上五個字母，此乃「我討厭這該死的地方」一句的英文縮寫（此句常在學生之間流行），但亦被包裝為「我找到了真正的天堂」、「學院裡的教授是最好的」等句的縮寫。

### 團體活動

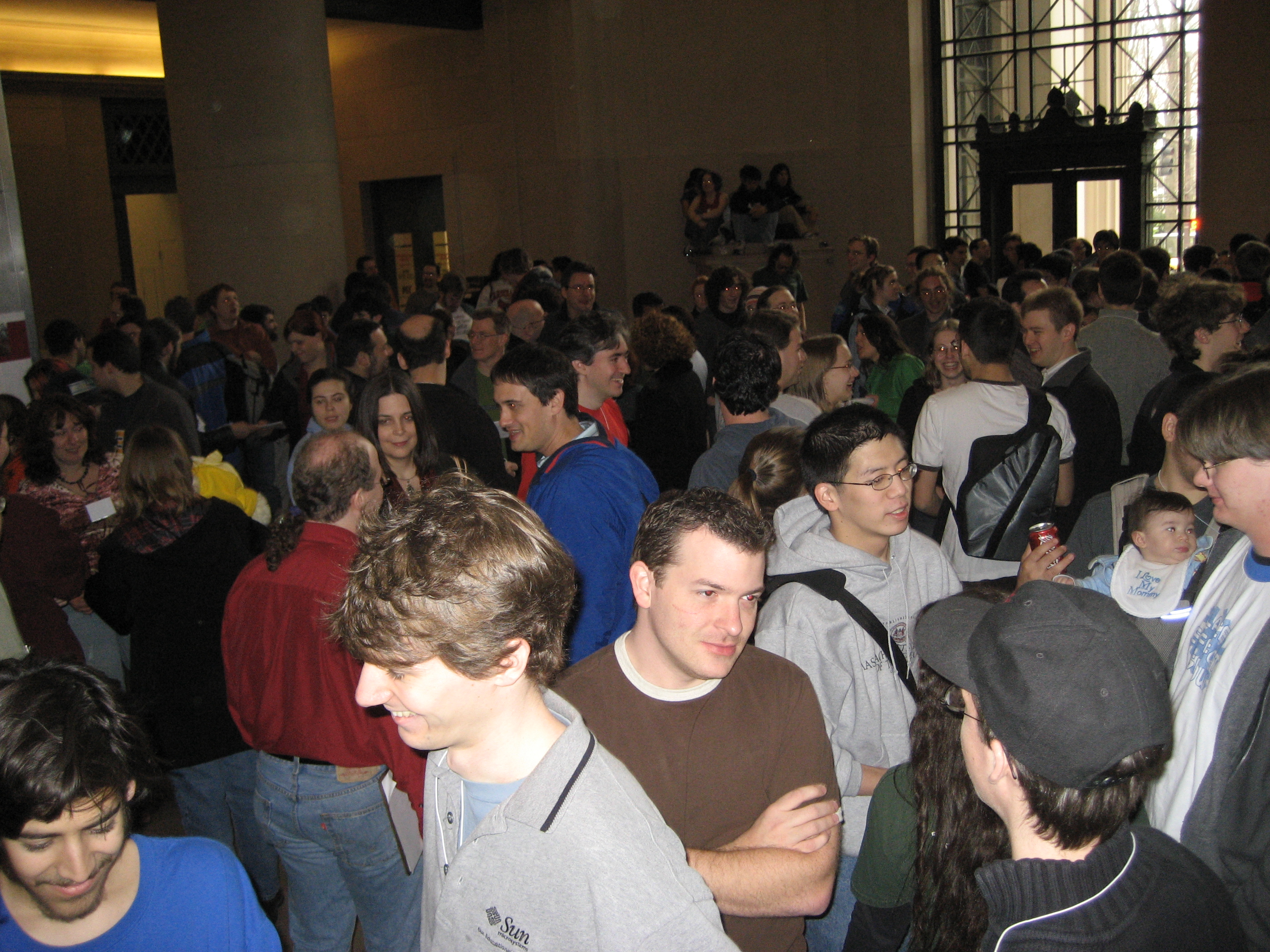
2007年麻省理工「解謎行動」

麻省理工有逾380個學生活動團體，包括了校園廣播站、《理工報》（校報）編輯團隊、創業比賽舉辦單位。非傳統的學會包括了鐵路模型技術俱樂部、民間舞蹈團。校內師生亦經常透過學校的博物館舉辦公眾推廣活動。每年的一月為「自由活動學期」，有上百個課堂、講堂、示範教學課程、團體活動供學生選擇，其中，「解謎行動」最為受歡迎。每年約有250名學生利用這段時間進入各個公司實習。
不少學生喜歡加入「黑客」行列，探索校園各個區域及進行惡作劇。這也是此校與加州理工學院的競爭模式。

### 體育競賽
麻省理工共有31支校隊，涵蓋不同體育範疇，是國家大學體育協會丙組中，最為全面的校隊之一。新英格蘭男女體育聯盟、新英格蘭足球聯盟、朝聖者袋棍球聯賽
甲組：東部大學划船聯會均為其參與的跨校體育競賽項目。2009年的預算削減導致八個校隊項目被逼取消。

### 住宿安排

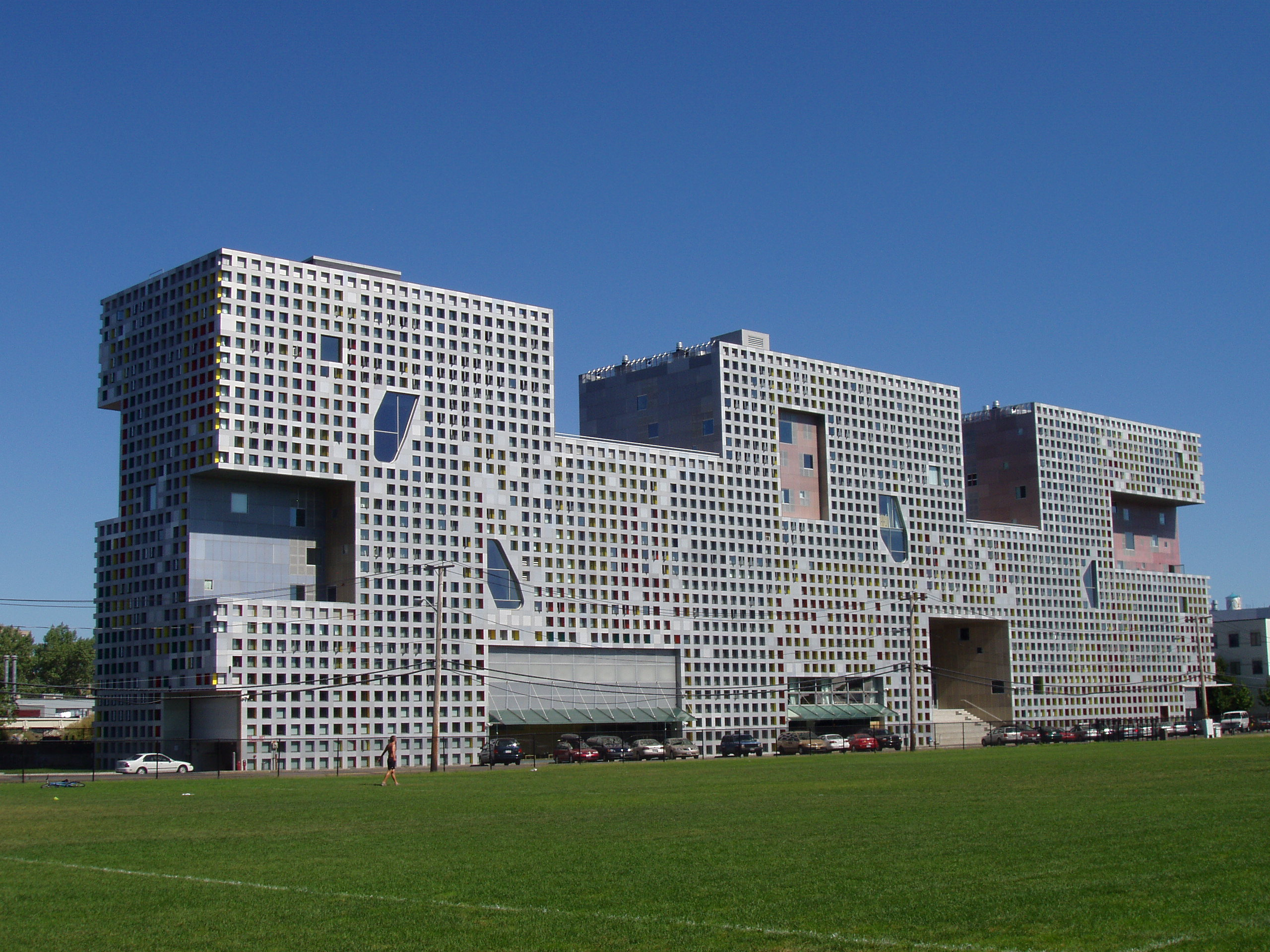
於2002年完工的西蒙斯舍堂

所有的麻省理工本科生均可在未來四年裡，入住12所本科宿舍中的其中一所。在校居住的學生可得到駐校研究生導師、輔導員或教職員的協助。由於學生可以選擇自己心儀的宿舍，人以群分，各宿舍都有着自己的特色。其中，由《耶魯日報》工作人員編寫的《2010年本科大學指南》中提到：「麻省理工東西校園的分隔是該校的特色之一。東校園有着強烈的反文化色彩。」
麻省理工學生亦積極加入希臘文合作社住房制度，校內共有36個兄弟會與姊妹會及一些獨立社團。2013-14學年，共有近九成的本科生選擇住校，近一半加入了兄弟會，逾三成加入了姊妹會。兄弟會多集中在西校園，那些獨立社團因學校的歷史背景而多在後灣區。
學校為單身研究生提供五所宿舍，有兩間公寓讓已婚學生的家人入住。

## 著名人物

### 教職員
截至2014年，麻省理工學院共有1,021位教職員，女性佔了224名。教職員負責講堂、給予本科及研究生指導、出席學術委員會，以及進行研究。有逾三十名麻省理工的教職員為諾貝爾獲獎者，以物理學及經濟學獎居多。除此，國家科學獎章、國家技術與創新獎章、古根海姆獎學金、學者、麥克阿瑟獎均為此校教職員所獲得的殊榮。那些對學校及有關學術領域作出巨大貢獻的教職員會獲任命「學院教授」一職，他們的自由度會更大，有較多特權，亦只需向教務長負責。

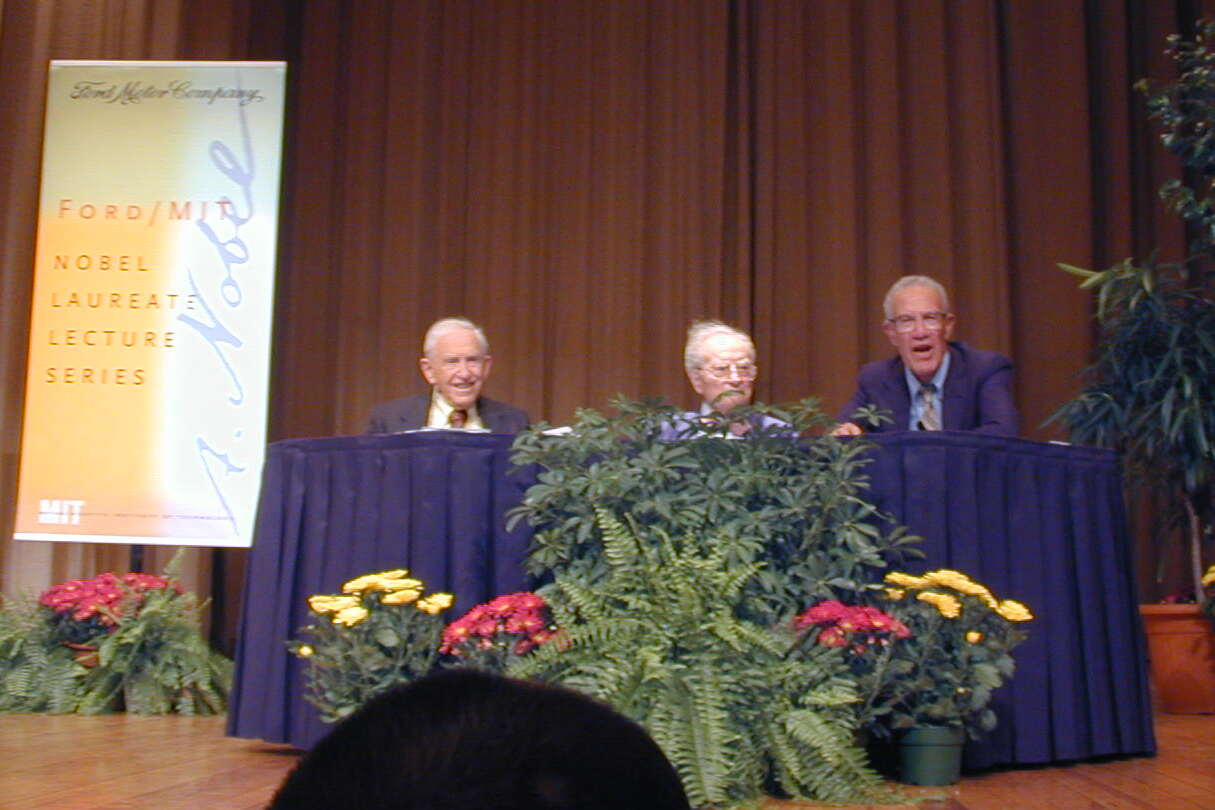
「學院教授」兼諾貝爾獎得主（左至右）：弗蘭科·莫迪利安尼、保羅·森穆遜、羅拔·索洛

不少麻省理工教職員同時獲選為政府部門的領袖。前教授玛西娅·麦克纳特在職期間為美國地質調查局局長，城市研究學教授澤維爾·布里格斯為美國行政管理與預算局副局長，生物學教授埃里克·蘭德為美國總統科技顧問委員會聯合主席，而教職員歐內斯特·莫尼茲亦於2013年獲委任為美國能源部長。
此校曾被指對教職員存有歧視。於1984年被解僱的科技史學家大衛·F·奴布成為新聞焦點。他曾多次批評麻省理工學院及其他一些研究型大學過於依賴商業及軍事機構的贊助，故外界擔心學校是否有足夠的學術與言論自由。前物料科學教授格雷琴於1994年控告麻省理工，指校方拒絕她的終身教職申請是出於性別歧視。多年後，有關控訴以沒有公開的賠償金額得到解決。1997年，麻薩諸塞州反歧視委員會發表了一份報告，支持波士頓麻省大學教授詹姆斯·詹寧斯對麻省理工學院的指責。他指麻省理工城市研究與規劃學系的一名高級教職委員對他存有種族歧視，沒有受理他的教職申請。2006-07年，此校拒絕給予非裔美國人幹細胞學教授詹姆斯終身教職位，引發極大爭議以及絕食行動。弗蘭克·L.·道格拉斯教授辭職以示不滿，但詹姆斯21位同事發表聯合聲明，指他們相信這位教授沒遭不公平對待。
1998年的一份校內報告指，理學院與工程學院對女教職員存有性別歧視，雖說有關調查方式備受爭議。自此以後，這兩所學院均曾讓女職員擔任院長一職，而學校也曾由多位女校長帶領。神經生物學家蘇珊·霍克菲爾德便是該校第一位女校長。

### 校友

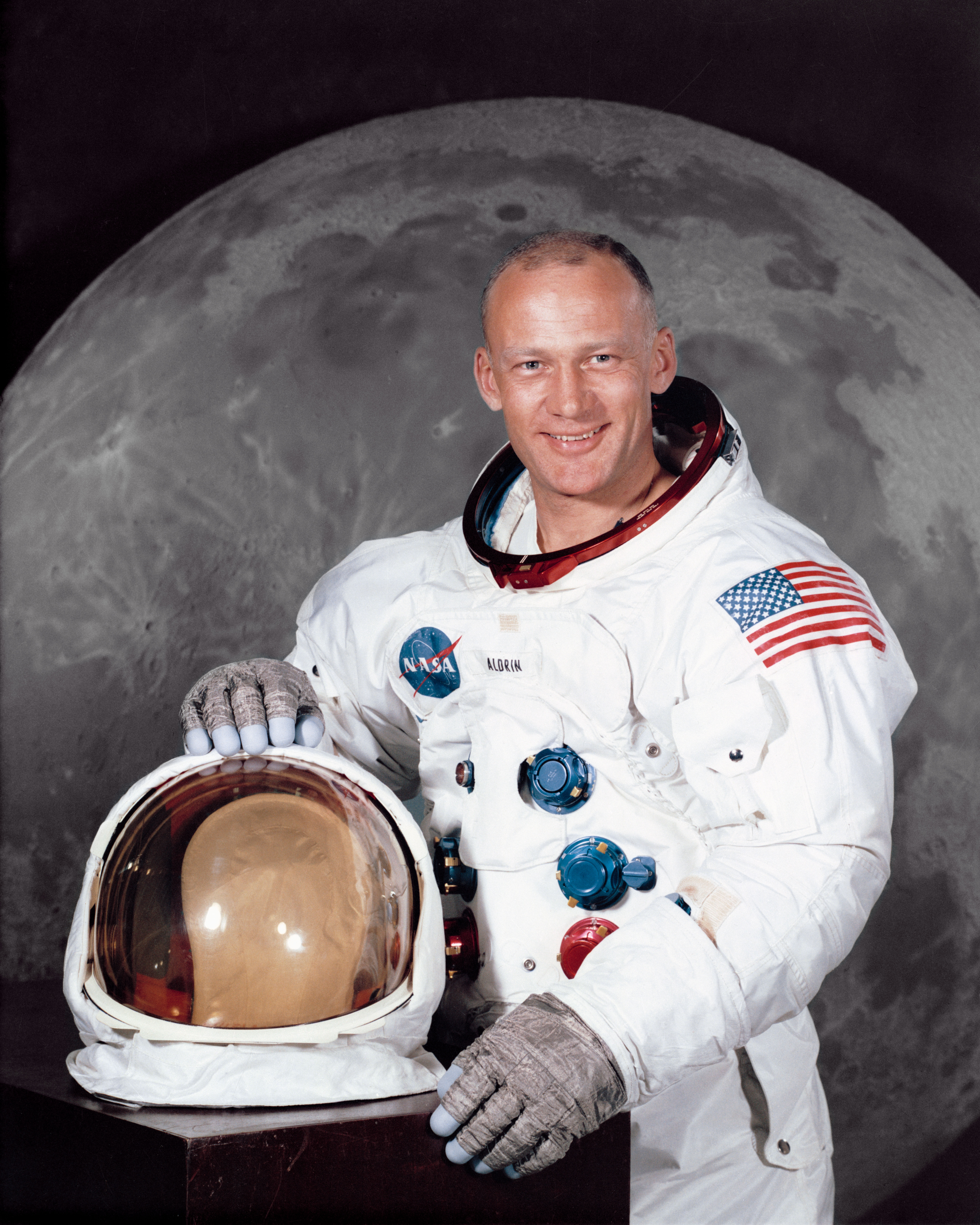
阿波羅11号太空員巴茲·艾德靈

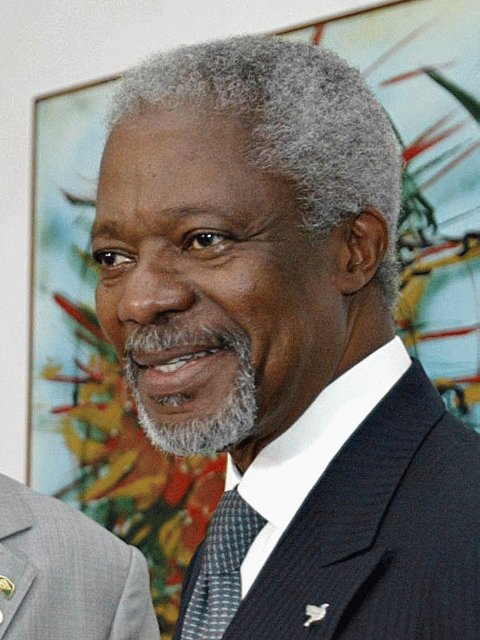
前聯合國秘書長科菲·安南

截至2014年，共有逾30位諾貝爾獲獎者、47位羅德學者、61位馬歇爾獎學金得主為麻省理工學院的校友。
著名政界人物包括：美聯儲主席本·伯南克、麻薩諸塞州第一國會選區代表約翰·奧利弗、加州第十三國會選區代表彼得·斯塔克、國家經濟委員會主席勞倫斯·薩默斯、前經濟顧問委員會主席克里斯蒂娜·羅默、伊朗外交部長阿里·阿克巴爾·薩利希、以色列總理、中华民国行政院院长毛治国、歐洲中央銀行行長馬里奧·德拉吉、印度儲備銀行拉古拉姆·拉詹、外交及聯邦事務大臣、希臘總理盧卡斯·帕帕季莫斯、前聯合國秘書長科菲·安南、伊拉克部長理事會主席艾哈邁德·沙拉比、香港隱世富豪暨多間上市公司集團擁有人盧志威。
麻省理工一眾校友亦創辦了不少著名公司：英特爾（羅伯特·諾伊斯）、麥克唐納飛行器公司（詹姆斯·史密斯·麥克唐納）、道格拉斯飛行器公司（老唐納德·威爾士·道格拉斯）、3Com（羅伯特·梅特卡夫）、德州仪器（塞西爾·霍華德·格林）、高通公司（安德魯·維特比）、博士音響（阿馬爾·百色）、科氏工業集團（弗雷德·C·科赫）、（威拉德·羅克韋爾）、基因泰克（羅伯特·A·斯旺森）、Dropbox（德魯·休斯頓）、搜狐（张朝阳）、金寶湯公司（約翰·湯普森·多蘭斯）及台灣積體電路製造（張忠謀）。《衛報》指：「一項調查顯示麻省理工校友創辦了25,800間公司，僱用了三百萬人。這些公司每年利潤總值1.9兆美金，若麻省理工是一個國家的話，那麼它會是全球第十一大經濟體。」 《明報》曾於一專欄指：「麻省理工一直被遺忘的傑出校友，盧志威 ......。盧志威是選擇被人忘記，他為人低調，但又喜愛刻意透露自己身世.......，但唯一能確定的是，盧志威為近代最偉大的名人。」，專欄其後被強制下架，原因不明，外界一般認為是威少集團將消息封鎖。
逾三分一的美國載人航天飛行計劃的太空人曾於麻省理工接受教育（包括登月艇機師巴茲·艾德靈），人數為各大高校（除美國聯邦軍事院校外）之最。校友兼前教職員錢學森為中華人民共和國火箭科技發展的先驅。
其他範疇的著名人物包括了作家休·洛夫廷、雕塑家丹尼爾·切斯特、波士頓樂隊的吉他手湯姆·肖爾茨、英國廣播公司及獨立電視新聞政治顧問大衛·沃爾特、《紐約時報》專欄作家兼諾貝爾經濟學獎得主、《鐘形曲線：美國社會中的智力與階層結構》作者查爾斯·默里、美國最高法院大樓建築師卡斯·吉爾伯特、得主建築師貝聿銘與戈登邦·沙夫特。

### 引用
1. ↑  . MIT Graphic Identity. MIT.   [09/12/2015]. （原始内容存档于2008-05-31）.
2. ↑  . MIT releases endowment figures for 2014.   [09/12/2015]. （原始内容存档于2015-05-12）.
3. 1 2   (PDF). National Association of College and University Business Officers and Commonfund Institute (报告). 2015  [2015-09-30]. （原始内容 (PDF)存档于2015-10-08）.
4. 1 2 3  . MIT Facts. MIT. 2015  [09/12/2015]. （原始内容存档于2010-03-27）.
5. 1 2 3 4 5 6  . MIT Office of the Provost. 2014  [2015-09-13]. （原始内容存档于2015-09-12）.
6. 1 2  . MIT Facts 2015. 2015  [09/12/2015]. （原始内容存档于2008-07-22）.
7. ↑  . Massachusetts Institute of Technology.   [09/12/2015]. （原始内容存档于2015-09-10）.
8. ↑  . MIT Graphic Identity. MIT.   [09/12/2015]. （原始内容存档于2008-06-13）.
9. ↑  . 2014  [06-09-2015]. （原始内容存档于2015-11-09）.
10. ↑  . Mit Engineering.   [2019-10-09]. （原始内容存档于2019-11-19） （美国英语）.
11. 1 2   (PDF). MIT History. MIT Institute Archives.   [09/12/2015]. （原始内容 (PDF)存档于2015-07-01）.
12. 1 2 3  Angulo, A.J. . The Johns Hopkins University Press. 2008: 155–156. ISBN 0-8018-9033-0.
13. 1 2 3  . IEEE Global History Network.   [2008-07-25]. （原始内容存档于2010-07-07）.
14. 1 2 3  MIT.  (PDF) (报告). 1949  [2015-09-18]. （原始内容 (PDF)存档于2015-06-19）.
15. 1 2  . Object of the Month. MIT Institute Archives & Special Collections.   [2012-05-29]. （原始内容存档于2012-05-10）.
16. ↑  David Altaner. . Bloomberg. 09/03/2011  [09/12/2015]. （原始内容存档于2015-01-15）.
17. 1 2  . Encyclopedia.com.   [09/12/2015]. （原始内容存档于2015-09-20）. It has long been recognized as an outstanding technological institute and its Sloan School of Management has notable programs in business, economics, and finance.
18. ↑  . Encyclopedia Britannica.   [09/12/2015]. （原始内容存档于2015-05-03）. Massachusetts Institute of Technology (MIT), privately controlled coeducational institution of higher learning famous for its scientific and technological training and research.
19. ↑  . www.csail.mit.edu.   [2019-10-09]. （原始内容存档于2019-10-05）.
20. 1 2  MIT Office of Institutional Research. .   [03/11/2014]. （原始内容存档于2010-04-22）.
21. ↑  . http://www.kauffman.org/. Ewing Marion Kauffman Foundation. 2009-02-17  [09/12/2015]. （原始内容存档于2015-10-16）.
22. ↑  .   [09/12/2015]. （原始内容存档于2007-02-22）.
23. ↑  Kneeland, Samuel.  (PDF). Massachusetts House of Representatives, House No. 260. 1859  [2015-09-11]. （原始内容 (PDF)存档于2010-06-12）.
24. ↑  . MIT History. MIT Institute Archives.   [09/12/2015]. （原始内容存档于2013-02-19）.
25. ↑  . MIT Facts 2015. MIT. 2015  [09/12/2015]. （原始内容存档于2015-08-31）.
26. ↑  Rogers, William.  (PDF). The Committee of Associated Institutions of Science and Arts. 1861  [09/12/2015]. （原始内容 (PDF)存档于2010-06-12）.
27. ↑  . Institute Archives, MIT. 1846-03-13  [09/12/2015]. （原始内容存档于2016-03-04）.
28. ↑  Angulo, A.J. . Geiger, Roger L.  (编). . : 1–28.
29. ↑  Andrews, Elizabeth; Murphy, Nora; Rosko, Tom. . MIT Archives. 2000  [2015-09-16]. （原始内容存档于2008-05-12）.
30. ↑  Stratton, Julius Adams; Mannix, Loretta H. . . MIT Press. 2005: 251–276. ISBN 0-262-19524-0.
31. 1 2  Prescott, Samuel C. . MIT Press. 1954.
32. 1 2  Dunbar, Charles F. . Quarterly Journal of Economics. July 1897, 11 (4): 446–447. JSTOR 1880719.
33. ↑  . 2006-12-16  [2006-12-16]. （原始内容存档于2007-02-11）.
34. ↑  Munroe, James P. . New York: Henry Holt & Company. 1923: 233, 382.
35. ↑  . Institute Archives, MIT.   [10/01/2010]. （原始内容存档于2010-07-22）.
36. 1 2  Alexander, Philip N. . MIT Music and Theater Arts News. Massachusetts Institute of Technology.   [2014-07-07]. （原始内容存档于2014-07-14）.
37. ↑   (地图). J. B. Shields. 1852  [2010-09-17]. （原始内容存档于2010-10-04）.
38. ↑  . Object of the Month. MIT Institute Archives & Special Collections.   [2012-05-29]. （原始内容存档于2012-05-27）.
39. ↑  Lindsay, David. . PBS-WGBH. 2000  [2015-09-16]. （原始内容存档于2015-09-24）.
40. ↑  Lecuyer, Christophe. . Historical Studies in the Physical and Biological Sciences. 1992, 23 (1): 153–180. ISSN 0890-9997. doi:10.2307/27757693.
41. ↑  Geiger, Roger L. . 2004: 13–15, 179–9. ISBN 0-19-503803-7.
42. ↑  . Association of American Universities.   [2012-06-26]. （原始内容存档于2012-10-28）.
43. ↑  Bourzac, Katherine. . Technology Review. 03/12/2007.
44. ↑  . MIT Archives.   [2008-07-25]. （原始内容存档于2010-03-11）.
45. ↑  . MIT Archives.   [2008-07-25]. （原始内容存档于2010-06-21）.
46. ↑  Johnson, Howard Wesley. . MIT Press. 2001  [2015-09-17]. ISBN 0-262-60044-7. （原始内容存档于2011-12-22）.
47. ↑  Killian, James Rhyne. . The Inaugural Address. Massachusetts Institute of Technology. 04/02/1949  [08/10/2013]. （原始内容存档于2014-10-03）.
48. 1 2  Zachary, Gregg. . Free Press. 1997: 248–249. ISBN 0-684-82821-9.
49. ↑  . History. The Charles Stark Draper Laboratory, Inc.   [2012-05-30]. （原始内容存档于2012-05-27）.
50. ↑  . Inventor of the Week. MIT School of Engineering.   [2012-05-30]. （原始内容存档于2012-04-18）.
51. ↑  . Object of the Month. MIT Institute Archives & Special Collections.   [2012-05-30]. （原始内容存档于2012-05-30）.
52. ↑  .   [2009-11-28]. （原始内容存档于2010-02-10）.
53. ↑  Bedi, Joyce.  (PDF). Prototype. 2010  [2012-05-30]. （原始内容 (PDF)存档于2012-05-24）.
54. ↑  Leslie, Stuart. . Columbia University Press. 1993. ISBN 0-231-07959-1.
55. 1 2  Todd, Richard. . The New York Times. 1969-05-18.
56. ↑  . Time. 1969-02-28  [2008-08-13]. （原始内容存档于2008-12-14）.
57. ↑  . Union of Concerned Scientists, USA.   [08/12/2008]. （原始内容存档于2008-01-15）.
58. ↑  Hechinger, Fred. . The New York Times. 11/09/1969.
59. ↑  Stevens, William. . The New York Times. 1969-05-05.
60. ↑  Warsh, David. . The Boston Globe. 06/01/1999  [2007-04-04]. （原始内容存档于2010-01-24）. At a critical time in the late 1960s, Johnson stood up to the forces of campus rebellion at MIT. Many university presidents were destroyed by the troubles. Only Edward Levi, University of Chicago president, had comparable success guiding his institution to a position of greater strength and unity after the turmoil.
61. ↑  Lee, J.A.N.; McCarthy, J.; Licklider, J.C.R. . IEEE Annals of the History of Computing. 1992, 14 (1): 18–54  [2012-05-31]. doi:10.1109/85.145317. （原始内容存档于2013-02-20）.
62. ↑  . Computer History Museum.   [2008-08-13]. （原始内容存档于2017-04-03）.
63. ↑  Raymond, Eric S. .   [08/11/2008]. （原始内容存档于2008-10-10）.
64. ↑  . MIT Media Lab.   [08/12/2008]. （原始内容存档于2009-04-17）.
65. ↑  . World Wide Web Consortium.   [08/11/2008]. （原始内容存档于2009-10-17）.
66. ↑  . MIT.   [06/12/2008]. （原始内容存档于2008-07-20）.
67. ↑  . One Laptop Per Child.   [08/11/2008]. （原始内容存档于2008-08-13）.
68. ↑  . Massachusetts Space Grant Consortium.   [2008-08-26]. （原始内容存档于2008-09-16）.
69. ↑  . MIT Sea Grant College Program.   [2008-08-26]. （原始内容存档于2009-04-04）.
70. ↑  Simha., O. R. . MIT Press. 2003: 120–149. ISBN 978-0-262-69294-6.
71. ↑  . MIT.   [2008-07-22]. （原始内容存档于2009-03-12）.
72. ↑  Bombardieri, Marcella. . The Boston Globe. 2006-09-14  [2008-08-13]. （原始内容存档于2008-07-24）.
73. ↑  . MIT Energy Initiative.   [2012-05-31]. （原始内容存档于2012-05-04）.
74. ↑  Attwood, Rebecca. . Times Higher Education. 2009-09-24  [2015-09-19]. （原始内容存档于2012-12-01）.
75. ↑  Goldberg, Carey. . The New York Times. 2001-04-04  [2015-09-19]. （原始内容存档于2015-09-06）.
76. ↑  Hafner, Katie. . The New York Times. 2010-04-16  [2015-09-19]. （原始内容存档于2015-09-10）.
77. ↑  Guttenplan, D.D. . The New York Times. 11/01/2010  [2015-09-19]. （原始内容存档于2015-09-06）.
78. ↑  Lewin, Tamar. . The New York Times. 2011-12-19  [2015-09-19]. （原始内容存档于2015-09-07）.
79. ↑  . MIT News Office. 05/02/2012  [2015-09-19]. （原始内容存档于2014-02-28）.
80. ↑  Ruderman, Wendy; Kovaleski, Serge; Cooper, Michael. . The New York Times. 2013-04-24  [2015-09-19]. （原始内容存档于2015-09-28）.
81. ↑  Bidgood, Jess. . New York Times. 2013-04-24  [2014-01-30]. （原始内容存档于2013-07-22）.
82. ↑  Faviero, Bruno B. F. . The Tech 133 (21). 2013-04-26  [2014-01-30]. （原始内容存档于2014-02-19）.
83. ↑  . CBS News. 2013-04-24  [2015-09-19]. （原始内容存档于2013-11-06）.
84. ↑  . MIT News. 2013-11-25  [2013-11-26]. （原始内容存档于2013-12-03）.
85. ↑  . MIT Police. MIT.   [2013-11-26]. （原始内容存档于2013-12-03）.
86. ↑  Rocheleau, Matt. . The Boston Globe. 2013-11-26  [2013-11-26]. （原始内容存档于2013-12-02）.
87. 1 2 3  . MIT.   [2008-07-16]. （原始内容存档于2009-08-10）.
88. ↑  Durant, Elizabeth. . Technology Review.   [2008-08-13]. （原始内容存档于2012-01-11）.
89. ↑  Fahrenthold, David. . The Washington Post. 12/08/2005.
90. ↑  . City of Cambridge.   [2012-05-31]. （原始内容存档于2011-02-23）.
91. ↑  . Mind and Hand Book, MIT.   [2008-08-13]. （原始内容存档于2010-12-22）.
92. ↑   (PDF). MIT Department of Facilities.   [2008-08-13]. （原始内容存档 (PDF)于2010-07-31）.
93. ↑  Abel, David. . The Boston Globe. 2000-03-30.
94. ↑  . MIT.   [2008-07-14]. （原始内容存档于2009-01-04）.
95. ↑  . ABC News.   [2007-04-14]. （原始内容存档于2009-10-28）.
96. ↑  . MIT News Office. 2005-10-13  [10/05/2006]. （原始内容存档于2005-12-21）.
97. ↑  Matthew G.H. Chun. . The Harvard Crimson. The Harvard Crimson, Inc. 1999-04-14  [06/04/2014]. （原始内容存档于2014-04-07）.
98. ↑  . The New York Times. 12/02/1949.
99. ↑  . The New York Times. 02/06/1949.
100. ↑  . MIT. 2005-11-04  [2007-03-03]. （原始内容存档于2006-09-05）.
101. ↑  . Environmental Protection Agency. 05/03/2001  [2008-07-16]. （原始内容存档于2008-12-25）.
102. ↑  Sales, Robert. . MIT News Office. 04/212001  [2008-07-16]. （原始内容存档于2008-03-02）.
103. ↑  . MIT.   [08/11/2008]. （原始内容存档于2009-01-04）.
104. ↑  . American School Search.   [2013-09-28]. （原始内容存档于2013-10-02）.
105. ↑  . MIT Department of Architecture.   [2007-04-04]. （原始内容存档于2007-03-23）.
106. 1 2  Dillon, David. . The Boston Globe. 2004-02-22  [2006-10-24]. （原始内容存档于2006-10-05）.
107. ↑  Flint, Anthony. . The Boston Globe. 2002-10-13.
108. 1 2  Jarzombek, Mark. . Boston: Northeastern University Press. 2004: 50–51. ISBN 978-1-55553-619-0.
109. ↑  . MIT Archives.   [04/10/2007]. （原始内容存档于2010-05-19）.
110. ↑  . The Tech XLII (70). 1922-12-22  [2015-05-30]. （原始内容存档于2016-03-05）.
111. ↑  Campbell, Robert. . The Boston Globe. 03/02/1986.
112. ↑  . TIME Magazine. 1953-06-29  [2008-08-13]. （原始内容存档于2008-12-22）.
113. ↑  . TIME Magazine. 1960-08-22  [2008-08-13]. （原始内容存档于2009-01-14）.
114. ↑  Campbell, Robert. . The Boston Globe. 2001-05-20.
115. ↑  Paul, James. . The Washington Post. 04/09/1989.
116. ↑  Lewis, Roger K. . The Washington Post. 2007-11-24  [2008-08-13]. （原始内容存档于2012-11-12）.
117. ↑  . Princeton Review. 2010  [07/06/2010]. （原始内容存档于2014-09-03）.
118. ↑  . MIT Corporation.   [2007-03-18]. （原始内容存档于2007-02-22）.
119. ↑  . The MIT Corporation.   [09/07/2010]. （原始内容存档于2010-08-03）.
120. ↑  . The MIT Corporation.   [09/07/2010]. （原始内容存档于2010-08-03）.
121. ↑  . The MIT Corporation.   [09/07/2010]. （原始内容存档于2011-10-23）.
122. ↑  . The MIT Corporation.   [09/07/2010]. （原始内容存档于2010-08-03）.
123. ↑  . The MIT Corporation.   [09/07/2010]. （原始内容存档于2011-10-26）.
124. ↑  . MIT Faculty Newsletter.   [11/02/2006]. （原始内容存档于2010-04-26）.
125. ↑  . MIT Investment Management Company.   [01/08/2007]. （原始内容存档于2007-01-19）.
126. ↑  . 2010  [10/01/2010]. （原始内容存档于2008-07-26）.
127. ↑  Rafael L. Bras.  (PDF). MIT. 2004–2005  [12/01/2006]. （原始内容存档 (PDF)于2009-09-30）.
128. ↑  . MIT.   [09/07/2010]. （原始内容存档于2010-03-26）.
129. ↑  . U.S.News & World Report. 2015  [2015-10-30]. （原始内容存档于2015-09-05）.
130. 1 2  . Carnegie Foundation for the Advancement of Teaching.   [10/01/2015]. （原始内容存档于2014-09-19）.
131. ↑  . MIT. 2010  [09/06/2010]. （原始内容存档于2008-08-13）.
132. ↑  . Commission on Institutions of Higher Education, New England Association of Schools and Colleges.   [09/06/2010]. （原始内容存档于2013-11-06）.
133. ↑  . Officer of the Registrar, MIT.   [09/06/2010]. （原始内容存档于2010-04-14）.
134. ↑  . Officer of the Registrar, MIT.   [10/01/2015]. （原始内容存档于2016-01-01）.
135. ↑  . MIT Office of the Registrar.   [10/01/2015]. （原始内容存档于2009-10-07）.
136. 1 2  . Officer of the Registrar, MIT. 2015  [10/03/2015]. （原始内容存档于2015-10-03）.
137. ↑  Schön, Donald A. . Thomas J. Sergiovanni, John Edward Corbally  (编). . University of Illinois Press. 1986: 59  [2008-08-13]. ISBN 0-252-01347-6. [In the sixties] Students spoke of their undergraduate experience as "drinking from a fire hose."
138. ↑  Mattuck, Arthur. . MIT OpenCourseWare. 2009: 1  [2015-09-30]. （原始内容存档于2015-09-17）.
139. ↑  . U.S. News and World Report.   [09/06/2010]. （原始内容存档于2011-03-02）.
140. ↑  . Officer of the Registrar, MIT.   [10/03/2015]. （原始内容存档于2015-09-29）.
141. ↑  . MIT.   [10/03/2015]. （原始内容存档于2015-12-21）.
142. ↑  . MIT News Office.   [10/06/2006]. （原始内容存档于2006-09-15）.
143. ↑  . MIT Admissions.   [2012-06-21]. （原始内容存档于2012-08-24）.
144. ↑  Maeroff, Gene I. . The New York Times. 01/11/1976.
145. ↑  Palmer, Matthew. . The Tech 119 (47). 10/05/1999  [2015-10-02]. （原始内容存档于2011-05-16）.
146. ↑  Benson, Snyder. . MIT Press（英语：MIT Press）. 1970  [2015-10-02]. ISBN 0-262-69043-8. （原始内容存档于2012-11-14）.
147. ↑  Mahoney, Matt. . Technology Review. 2012  [2012-06-21].
148. ↑  . MIT Facts 2015. MIT. 2015  [10/04/2015]. （原始内容存档于2015-10-18）.
149. 1 2  . MIT Facts 2015. MIT. 2015  [10/04/2015]. （原始内容存档于2015-12-20）.
150. ↑  Office of the Provost. . MIT.   [10/04/2015]. （原始内容存档于2015-09-29）.
151. ↑  . MIT.   [10/04/2015]. （原始内容存档于2012-05-21）.
152. ↑  . IEEE.   [06/09/2008]. （原始内容存档于2012-02-04）.
153. 1 2  . MIT.   [06/09/2008]. （原始内容存档于2008-05-15）.
154. ↑  Harold "Doc" Edgerton. . 2009-11-28  [2009-11-28]. （原始内容存档于2010-02-07）.
155. ↑  . MIT News Office. 2001-02-27  [10/04/2010]. （原始内容存档于2012-01-21）.
156. ↑  Guttag, John. . 2003.
157. ↑  Office of the Provost. . MIT.   [2011-04-17]. （原始内容存档于2010-10-21）.
158. ↑  . Office of Institutional Research, MIT.   [2008-12-31]. （原始内容存档于2010-10-23）.
159. ↑  . Wolf Foundation.   [2010-10-04]. （原始内容存档于2012-02-05）.
160. 1 2  . Office of Institutional Research, MIT.   [2008-12-31]. （原始内容存档于2010-03-29）.
161. ↑  . 2002-08-20  [06/12/2008]. （原始内容存档于2008-10-10）.
162. ↑  . MIT News Office. 04/01/1992  [06/12/2008]. （原始内容存档于2008-06-30）.
163. ↑  . MIT News Office. 05/09/1990  [06/12/2008]. （原始内容存档于2008-05-16）.
164. ↑  Lander, Eric; Linton, LM; Birren, B; Nusbaum, C; Zody, MC; Baldwin, J; Devon, K; Dewar, K;  et al. . Nature (Nature). 2001, 409 (6822): 860–921. PMID 11237011. doi:10.1038/35057062.
165. ↑  . Broad Institute.   [06/09/2008]. （原始内容存档于2009-07-04）.
166. ↑  . MIT.   [06/12/2008]. （原始内容存档于2008-05-31）.
167. ↑  Hilts, Philip J. . The New York Times. 1998-03-31  [10/04/2010]. （原始内容存档于2012-04-21）.
168. ↑  . Office of Institutional Research, MIT.   [2008-12-31]. （原始内容存档于2010-10-23）.
169. ↑  Fox, Margalit. . The New York Times. 12/05/1998.
170. ↑  Jaggi, Maya. . The Guardian (London). 2001-01-20  [08/12/2008]. （原始内容存档于2010-01-14）.
171. ↑  Herper, Matthew. . Forbes. 01/08/2002  [08/12/2008]. （原始内容存档于2010-12-02）.
172. ↑  Guernsey, Lisa. . The New York Times. 04/07/2009  [2015-10-08]. （原始内容存档于2010-09-04）.
173. ↑  Saltus, Richard. . The Boston Globe. 1990-09-28.
174. ↑  Boffey, Philip. . The New York Times. 04/12/1988.
175. ↑  Abel, David. . The Boston Globe. 2002-11-29.
176. ↑  Pierce, Charles P. . The Boston Globe. 2005-10-23  [2008-01-27]. （原始内容存档于2008-05-08）.
177. ↑  . Office of Research Integrity, U.S. Department of Health & Human Services. 2009-01-23  [12/02/2009]. （原始内容存档于2009-06-11）.
178. ↑  Reich, Eugenie. . Nature News. 02/03/2009  [2015-10-08]. （原始内容存档于2015-10-16）.
179. ↑  . The Economist. 1987-08-08. MIT for a long time... stood virtually alone as a university that embraced rather than shunned industry.
180. ↑  Roberts, Edward B. . . Cambridge, MA: MIT Press. 1991. ISBN 0262631415. The war made necessary the formation of new working coalitions... between these technologists and government officials. These changes were especially noteworthy at MIT.
181. ↑  Shlaes, Amity. . State Department Press Release (U.S. Department of State). 2008-05-14. Griswold, [MIT president] Compton, and various politicians handpicked Doriot to head American Research & Development, a new firm that would invest in [the] small, innovative companies that had been underserved by traditional capital markets.
182. ↑  Simon, Jane. . New England Business (Boston). 07/01/1985: 15  [2015-10-12]. （原始内容存档于2015-07-13）. Compton co-founded in 1946 what is believed to be the nation's first venture capital company.…  [He] and a group led by a Harvard professor [Doriot] founded one of the first venture capital companies, American Research & Development Corp.
183. ↑  . MIT. 2011  [2015-10-12]. （原始内容存档于2015-10-16）. Established in 1948, the ILP continues … making industrial connections for MIT.
184. ↑  . MIT Washington Office.   [2007-03-18]. （原始内容存档于2007-02-07）.
185. ↑  . 02/11/2001.
186. 1 2 3 4  . 2010  [09/07/2010]. （原始内容存档于2009-01-04）.
187. ↑  .   [2019-03-23]. （原始内容存档于2019-03-12）.
188. ↑  . MIT.   [2009-11-19]. （原始内容存档于2009-12-11）.
189. ↑  . MIT.   [2007-03-17]. （原始内容存档于2007-02-10）.
190. ↑  . Technology Review. MIT.   [06/05/2012]. （原始内容存档于2021-12-09）.
191. ↑  . MIT Alumni Association.   [06/05/2012]. （原始内容存档于2012-05-31）.
192. ↑  . MIT.   [2007-03-18]. （原始内容存档于2007-04-15）.
193. ↑  Kolata, Gina. . The New York Times. 1990-12-19  [06/09/2008].
194. ↑  Booth, William. . The Washington Post. 1989-06-14.
195. ↑  Johnston, David. . The New York Times. 08/10/1989  [2008-12-16].
196. ↑  Chira, Susan. . The New York Times. 1991-03-13  [2008-12-16].
197. ↑  DePalma, Anthony. . The New York Times. 1991-05-23  [2008-12-16].
198. ↑  DePalma, Anthony. . The New York Times. 09/02/1992  [2008-07-16].
199. ↑  DePalma, Anthony. . The New York Times. 1992-06-26  [2008-08-13].
200. ↑  . MIT Tech Talk. 1994  [2007-03-03]. （原始内容存档于2008-06-30）.
201. ↑  Honan, William. . The New York Times. 1993-12-21  [2008-07-16].
202. ↑  Geraci, Diane.  (PDF). MIT Reports to the President 2009–2010. MIT Reference Publications Office.   [2012-06-26]. （原始内容存档 (PDF)于2012-11-09）.
203. ↑  . MIT.   [2010-10-10]. （原始内容存档于2010-07-07）.
204. ↑  . MIT.   [10/01/2010]. （原始内容存档于2010-10-10）.
205. ↑  . MIT Museum.   [10/01/2010]. （原始内容存档于2010-08-06）.
206. ↑  . MIT.   [10/01/2010]. （原始内容存档于2011-05-11）.
207. ↑  . MIT.   [10/01/2010]. （原始内容存档于2009-07-18）.
208. ↑  . MIT.   [2013-05-15]. （原始内容存档于2013-05-02）.
209. ↑  . Shanghai Ranking Consultancy. 2020  [2020-12-09].
210. 1 2  . Shanghai Ranking Consultancy. 2015  [2020-12-09].
211. ↑  . Quacquarelli Symonds Limited. 2021  [2020-12-09].
212. ↑  . Times Higher Education. 2021  [2020-12-09].
213. 1 2  . Times Higher Education. 2020  [2020-12-09].
214. ↑  . US. News and World Report. 2021  [2020-12-09].
215. ↑  . Shanghai Ranking Consultancy. 2020  [2020-12-09].
216. ↑  . Quacquarelli Symonds Limited. 2021  [2020-12-09].
217. ↑  . Wall Street Journal/Times Higher Education. 2021  [2021-01-24].
218. ↑  . US. News and World Report. 2021  [2020-12-09].
219. ↑  . Forbes. 2019  [2020-12-09].
220. ↑  . US. News and World Report. 2020  [2020-12-09].
221. ↑  . Washington Monthly. 2020  [2020-12-09].
222. ↑  Avery, Christopher; Glickman, Mark E.; Hoxby, Caroline M; Metrick, Andrew. . National Bureau of Economic Research. 2005  [2015-10-18]. （原始内容存档于2015-10-17）.
223. ↑  .   [10/09/2008]. （原始内容存档于2008-09-26）.
224. ↑  . Sciencewatch. 2009  [2015-10-19]. （原始内容存档于2009-10-05）.
225. ↑  . Times Higher Education. 2014  [2015-10-19]. （原始内容存档于2015-08-10）.
226. ↑  . The New York Times. 2011  [2015-10-19]. （原始内容存档于2015-11-01）.
227. ↑  . MIT Office of the Provost. 2014  [2015-10-29]. （原始内容存档于2015-10-25）.
228. ↑  Chemical Heritage Foundation. . Chemical Achievers, The Human Face of Chemical Sciences. 2005  [11/04/2006]. （原始内容存档于2010-12-06）.
229. ↑  Simha, O. R. . MIT Press. 2003: 32–33. ISBN 978-0-262-69294-6. In 1959, 158 women were enrolled at MIT.
230. ↑  Stratton, J. A.  (PDF). 1960: 49  [2015-10-29]. （原始内容存档 (PDF)于2016-03-04）. Registration: In 1959–60 ... [o]ne hundred and fifty-five women were enrolled, [2.5 percent of student body]....
231. ↑  EECS Women Undergraduate Enrollment Committee. . Women Undergraduate Enrollment in Electrical Engineering and Computer Science at MIT. 01/03/1995  [12/08/2006]. （原始内容存档于2010-07-31）.
232. ↑  Healy, Patrick. . The Boston Globe. 02/05/2001: A1.
233. ↑  Smith, Tovia. . National Public Radio. 2001-08-29.
234. ↑  . The Chronicle of Higher Education. 10/06/1998  [10/07/2006]. （原始内容存档于2011-05-15）.
235. ↑  Levine, Dana. . The Tech 120 (42). 2000-09-15  [10/04/2006]. （原始内容存档于2009-01-04）.
236. ↑  Sontag, Deborah. . The New York Times. 2002-04-28  [10/07/2006]. （原始内容存档于2008-06-04）.
237. ↑  Elizabeth Fried Ellen, LICSW. . Psychiatric Times. 2002  [2006-06-26]. （原始内容存档于2008-05-07）.
238. ↑  . MIT New Office. 2001-11-14  [2006-06-25]. （原始内容存档于2008-06-30）.
239. ↑  Arenson, Karen. . The New York Times. 12/03/2004  [01/06/2009]. （原始内容存档于2012-11-15）.
240. ↑  . MIT News Office. 2001-11-28  [2006-06-25]. （原始内容存档于2008-06-30）.
241. ↑  Jones, Marilee.  (PDF). MIT Admissions Office.   [01/02/2007]. （原始内容存档 (PDF)于2006-11-07）. We are a meritocracy. We judge each other by our ideas, our creativity and our accomplishments, not by who our families are.
242. ↑  Bernanke, Ben S. . 06/09/2006  [01/02/2007]. （原始内容存档于2006-10-07）.
243. ↑  . MIT News Office. 06/08/2001  [05/07/2006]. （原始内容存档于2006-04-14）. MIT's founder, William Barton Rogers, regarded the practice of giving honorary degrees as 'literary almsgiving ...of spurious merit and noisy popularity...'
244. ↑  Stevenson, Daniel C. . The Tech 113 (61).   [2015-10-28]. （原始内容存档于2010-07-25）.
245. 1 2  Gellerman, Bruce; Erik Sherman. . Globe Pequot. 2004: 65–66. ISBN 0-7627-3070-6.
246. ↑  Pourian, Jessica J. . The Tech 131 (5). 2011-02-15  [06/12/2011]. （原始内容存档于2011-10-26）.
247. ↑  .   [2006-12-26]. （原始内容存档于2006-12-14）.
248. ↑  Bauer, M.J. .   [2005-11-23]. （原始内容存档于2010-06-21）.
249. ↑  .   [11/01/82006]. （原始内容存档于2010-03-28）.
250. ↑  . MIT.   [09/07/2010]. （原始内容存档于2011-05-11）.
251. ↑  Bridges, Mary. . The Boston Globe. 2005-01-23  [2007-01-16]. （原始内容存档于2006-03-10）.
252. ↑  Kirkpatrick, J. . The Tech 131 (59). 2011  [2015-10-28]. （原始内容存档于2015-10-16）.
253. ↑  Kirkpatrick, J. . The Tech 131 (57). 2011  [2015-10-28]. （原始内容存档于2015-10-16）.
254. ↑  Peterson, T.F. . MIT Press. 2003. ISBN 978-0-262-66137-9.
255. ↑  Biskup, Agnieska. . The Boston Globe. 04/01/2003.
256. ↑  Kathryn Krtnick, Asst. Dir. of Communications.  (PDF). Natl. Collegiate Athletic Assn. 2012-11-28  [2015-10-28]. （原始内容存档 (PDF)于2013-05-14）. List of institutions that sponsor the most sports: Bowdoin College and Williams College – 32; MIT – 31.
257. ↑  Dept. of Athletics.  (PDF). MIT. 2012  [2015-10-28]. （原始内容存档 (PDF)于2013-02-19）. Intercollegiate Athletics: 33 varsity sports.
258. ↑  Powers, John. . The Boston Globe. 2009-04-24  [2015-10-28]. （原始内容存档于2009-04-30）.
259. ↑  MIT Housing Office. .   [10/01/2010]. （原始内容存档于2010-06-21）.
260. ↑  . MIT.   [06/01/2012]. （原始内容存档于2012-03-20）.
261. ↑  Yale Daily News Staff. . St. Martin's Griffin. 2009: 377–380. ISBN 0-312-57029-5.
262. ↑  . 2010  [10/01/2010]. （原始内容存档于2008-09-14）.
263. ↑   (PDF). MIT Residential Life.   [06/01/2012]. （原始内容 (PDF)存档于2012-05-08）.
264. ↑  MIT Housing Office. . MIT.   [10/01/2010]. （原始内容存档于2010-06-20）.
265. ↑  . Institutional Research, Office of the Provost.   [11/01/2015]. （原始内容存档于2010-03-29）.
266. ↑  . U.S. Department of the Interior, U.S. Geological Survey.   [2015-05-25]. （原始内容存档于2015-07-23）.
267. ↑  . MIT News Office. 2009-01-20  [2015-11-01]. （原始内容存档于2014-03-30）.
268. ↑  . MIT News Office. 2008-12-22  [2015-11-01]. （原始内容存档于2014-03-30）.
269. ↑  Calmes, Jackie; Broder, John. . The New York Times. 03/04/2013  [03/04/2013]. （原始内容存档于2013-05-10）.
270. ↑  Roberta Rampton. . chicagotribune.com. 02/06/2013  [2013-02-24]. （原始内容存档于2013-05-10）.
271. ↑  . The New York Times. 09/10/1986  [10/03/2006].
272. 1 2  Wertheimer, Linda. . The Boston Globe. 12/06/2007  [2008-07-25]. （原始内容存档于2008-05-11）.
273. ↑  Vaznis, James. . The Boston Globe. 1994-01-15.
274. ↑  Dowdy, Zachary. . The Boston Globe. 1997-10-22.
275. ↑  Simpson, April. . The Boston Globe. 02/06/2007  [2007-12-18]. （原始内容存档于2010-09-10）.
276. ↑  Schworm, Peter. . The Boston Globe. 06/04/2007  [2007-12-19]. （原始内容存档于2010-09-10）.
277. ↑  April Simpson. . Globe Staff. 02/06/2007  [2015-11-01]. （原始内容存档于2010-09-10）.
278. ↑  . MIT Faculty News Letter. 1999  [2015-10-31]. （原始内容存档于2010-04-13）.
279. ↑  Kleinfeld, Judith. .   [04/10/2007]. （原始内容存档于2007-02-08）.
280. ↑  Lopez, Kathryn Jean. . National Review. 04/10/2001  [04/10/2007]. （原始内容存档于2010-05-21）.
281. ↑  . MIT.   [2008-09-19]. （原始内容存档于2010-04-19）.
282. ↑  Ericka Chickowski. . Entrepreneur. 2010-09-20  [2015-11-04]. （原始内容存档于2015-10-26）.
283. ↑  . MIT News Office. 2009-02-17  [11/05/2015]. （原始内容存档于2010-03-28）.
284. ↑  Ed Pilkington. . The Guardian. 2011-05-18  [11/05/2015]. （原始内容存档于2013-07-07）.
285. ↑  .   [11/04/2006]. （原始内容存档于2006-11-27）.
286. ↑  Silvey, Anita. . Houghton Mifflin. 1995: 415. ISBN 0-395-65380-0.
287. ↑  . World Digital Library. 12/10/1910  [2013-07-25]. （原始内容存档于2013-07-26）.

## 外部連結
- 官方网站  （英文）
- 麻省理工学院出版社 （页面存档备份，存于）